# Nassermann
Nassermann (* 1976 in Casablanca) ist ein deutscher Künstler, der mit digitaler Kunst, Fotografie und Mixed-Media-Installationen arbeitet.

## Leben und Werk
Nassermann studierte Digitale Medien an der Akademie der Bildenden Künste München bei Klaus vom Bruch. 2006 erhielt Nassermann ein Stipendium für ein Studium an der Hochschule für Gestaltung Karlsruhe, wo er den deutschen Philosophen und Medientheoretiker Peter Sloterdijk kennenlernte. Dessen Aufruf „Du musst dein Leben ändern“ hat sich Nassermann zum Leitspruch gemacht. „Einmal sollte sich man gefragt haben, was die eigene Rolle und Position im Leben ist. Künstler ist derjenige, der sich diese Frage ständig stellt.“ Nassermanns Videos und Installationen sind stark autobiographisch geprägt. „Seine Zeichnungen zeigen emotionale Selbstporträts, die Auseinandersetzung mit sich selbst.“
Nassermann lebt und arbeitet in München.

## Ausstellungen (Auswahl)

### Einzelausstellungen
- 2009: „Beyond the reason“, Erlöserkirche, München
- 2011: Kunstpavillon München

### Gruppenausstellungen
- 2006: 4th Seoul Inside (Media/Film Festival), Seoul, Südkorea
- 2010: New Munich Photograph, Haus der Kunst, München
- 2014: „Uncharted“, Festung Porto Palermo, Porto Palermo, Albanien
- 2016: Industrial Art Biennale (IAB), Labin, Kroatien[3]

## Auszeichnungen
- 2006: Digitaler Kulturpreis, Akademie der Bildenden Künste München, Deutschland

## Publikationen
- Never look back again. Kerber Verlag, 2017, ISBN 978-3-7356-0338-8.